# David Alexander (écrivain)
Pour les articles homonymes, voir David Alexander et Alexander.
Œuvres principales
- La Tour, prends garde… (1953)
- Terreur à Broadway (1954)

David Alexander, né le 21 avril 1907 à Shelbyville au Kentucky et mort le 21 mars 1973, est un écrivain américain, auteur de nombreux romans policiers et romans noirs.

## Biographie
Il s'inscrit en 1926 à l'Université du Kentucky à Lexington et poursuit ses études supérieures à l'Université Columbia de New York en 1928. Il travaille ensuite dans le milieu de la publicité. Il voyage aussi en France et en Belgique où il rencontre sa future épouse. Pendant la Deuxième Guerre mondiale, il sert dans l'armée américain comme tankiste et combat en Europe. Après avoir été journaliste et rédacteur en chef de journaux hippiques comme The Morning Telegraph, The Blood-Horse et Thoroughbred Record, il écrit aussi des critiques de théâtre et des billets sur les milieux artistiques de Broadway et d'Hollywood. Pendant la Deuxième Guerre mondiale, il sert dans l'armée américain comme tankiste et combat en Europe. Il amorce sa carrière littéraire en 1951.
Ses premiers héros sont les enquêteurs Tommy Tuhtill et Terry Bob Rooke qui apparaissent dans deux romans.
Bart Hardin, son héros le plus connu, est, tout comme son créateur, le rédacteur en chef du Broadway Time, un journal qui couvre l'actualité hippique et le monde du spectacle. La série de huit romans commence en 1954 avec Terreur à Broadway (Terror on Broadway).
Un autre personnage récurrent, le lieutenant Romano, présent dans La Tour, prends garde... (1953), fait ensuite des apparitions plus ou moins furtives dans plusieurs nouvelles et, à partir de 1955, vient prêter main-forte à Bart Hardin dans toutes ses aventures.
En 1958, avec Au rendez-vous des tordus (The Madhouse in Washington Square), il écrit une œuvre saluée par Michel Lebrun comme « un véritable roman noir à la Goodis qui décrit avec une poignante tendresse les épaves qui gravitent la nuit dans un bar pour paumés du petit matin ». Ce livre est adapté au cinéma en 2013 par Jean-Pierre Mocky, sous le titre Le Renard jaune, film policier français.
David Alexander aura publié en une dizaine d’années une quinzaine romans policiers et de nombreuses nouvelles destinées aux pulps et à des revues réputées, notamment le Ellery Queen's Mystery Magazine et le Alfred Hitchcock's Mystery Magazine. Plusieurs de ses textes décrivent avec une profusion de détails authentiques et pertinents la faune des quartiers du Manhattan des années 1950 : Broadway, Greenwich Village, la Bowery...

## Œuvre

### Romans

#### SérieTommy TuhtilletTerry Bob Rooke
1. Most Men Don’t Kill ou Corpse in my Bed (1951) Publié en français sous le titre Salut les hommes !, Paris, Denoël, coll. « Oscar » no 10, 1952
2. Murder in Black and White (1951) Publié en français sous le titre Meurtre en clair obscur, Paris, Presses de la Cité, coll. « Un mystère » no 100, 1952

#### SérieBart Hardin
1. Terror on Broadway (1954) Publié en français sous le titre Terreur à Broadway, Paris, Gallimard, coll. « Série noire » no 255, 1955, réédition, Paris, Gallimard, coll. « La Poche noire » no 156, 1971 ; réédition, Paris, Gallimard, coll. « Carré noir » no 365, 1980
2. Paint the Town Black (1954) Publié en français sous le titre Pots cassés, Paris, Gallimard, coll. « Série noire » no 281, 1955
3. Shoot a Sitting Duck (1955) Publié en français sous le titre Bonne et heureuse, Paris, Presses de la Cité, coll. « Un mystère » no 286, 1956
4. The Murder of Whistler's Brother (1956)
5. The Death of Humpty-Dumpty (1957)
6. Hush-a Bye Murder (1957) Publié en français sous le titre Brise cochon, Paris, Gallimard, coll. « Série noire » no 422, 1958
7. Die, Little Goose (1956)
8. Dead, Man, Dead (1959)

#### SérieLieutenant Romano
1. The Madhouse in Washington Square (1958) Publié en français sous le titre Au rendez-vous des tordus, Paris, Gallimard, coll. « Série noire » no 520, 1959

#### Autres romans
1. Murder Points a Finger (1953) Publié en français sous le titre La Tour, prends garde…, Genève, Ditis, coll. « Détective-club » no 86, 1954 ; réédition, Paris, Librairie des Champs-Élysées, coll. « Le Masque » no 2099, 1992
2. Hangman's Dozen (1961)
3. Pennies from Hell (1961)
4. Bloodstain (1961) Publié en français sous le titre Vendetta autour d’un nu, Paris, Presses de la Cité, coll. « Un mystère » no 615, 1962

### Nouvelles

#### SérieLieutenant Romano
- Face of Evil (1957) Publié en français sous le titre La Face du démon, Paris, Opta, Suspense no 15, juin 1957

#### Autres nouvelles isolées
- Accident (1944)
- Coffee and - (1952)
- Danger... Maniac (1952)
- The Other Ones (1953)
- Die Like a Dog (1954) Publié en français sous le titre Comme un chien, Paris, Opta, Suspense no 8, novembre 1956
- The Wet Brain (1954) Publié en français sous le titre Le Liquéfié, Paris, Opta, Suspense no 13, avril 1957 ; réédition dans Histoires de paumés, Paris, Pocket no 3229, 1989
- First Case (1955)
- Mama's Boy (1955) Publié en français sous le titre Tendre Nature, Paris, Opta, Suspense no 5, août 1956
- Scarecrow (1955) Publié en français sous le titre L’Épouvantail, Paris, Opta, Suspense no 2, mai 1956
- Uncle Tom (1955)
- Surprise ! Surprise ! (?) Publié en français sous le titre Saison chaude, Paris, Opta, Suspense no 3, juin 1956
- The Gentlest of the Brothers (1956) Publié en français sous le titre Un bon petit frère, Paris, Opta, Mystère magazine no 226, novembre 1966
- The Man Who Went to Taltavul's (1956)
- Run from the Snakes! (1956) Publié en français sous le titre Le Méchant Homme, Paris, Opta, Suspense no 19, octobre 1957
- "Got a Match?" (1957) Publié en français sous le titre Z'avez du feu ?, Paris, Opta, L'Anthologie du Suspense no 1, 1964
- The Percentage (1957)
- The Bad Word (1957) Publié en français sous le titre Va, tue et ne pèche plus, Paris, Opta, Choc Suspense no 1, avril 1967 ; réédition de la même traduction sous le titre Le Gros Mot, dans Histoires de cinglés, Paris, Pocket no 3227, 1989
- The Death of Daddy-O (1958) Publié en français sous le titre La Tyrannie de Pépère, Paris, Alfred Hitchcock Magazine no 46, février 1965
- Something in the Air (1958) Publié en français sous le titre Quelque chose dans l'air, Paris, Fayard, Le Saint détective magazine no 55, septembre 1959
- Stranger in the Night (1958)
- Survival (1960)
- One Drink Can Kill You (1964) Publié en français sous le titre Un verre peut vous tuer, Paris, Opta, Mystère magazine no 203, décembre 1964
- The Spinning Wheel (1965) Publié en français sous le titre La Roue qui tourne, Paris, Opta, Mystère magazine no 214, novembre 1965

#### Recueil de nouvelles
- Hangman's Dozen (1961)

## Adaptations

### Au cinéma
- 1962 : Le Diable et les Dix Commandements, film à sketches franco-italien réalisé par Julien Duvivier, 3e épisode :  Tu ne tueras point, d'après une nouvelle de David Alexander, avec Charles Aznavour et Lino Ventura
- 2013 : Le Renard jaune, film policier français réalisé par Jean-Pierre Mocky, adaptation du roman Aux rendez-vous des tordus (The Madhouse in Washington Square) de 1958, avec Richard Bohringer, Claude Brasseur et Béatrice Dalle

### À la télévision
- 1957 : Face of Evil, épisode 5, saison 1 de la série télévisée américaine M Squad réalisé par Don Weis, adaptation de la nouvelle éponyme, avec Lee Marvin dans le rôle du lieutenant Romero rebaptisé Frank Ballinger pour les besoins de la production
- 1958 : Le Pourcentage (The Percentage), épisode 14, saison 3 de la série télévisée américaine Alfred Hitchcock présente réalisé par James Neilson, adaptation de la nouvelle éponyme, avec Alex Nicol

## Sources
- Jacques Baudou et Jean-Jacques Schleret, Les Métamorphoses de la chouette : Détective-club, Paris, Futuropolis, 1986 (ISBN 978-2-7376-5488-6), p. 22-23.
- Claude Mesplède, Dictionnaire des littératures policières, vol. 1 : A - I, Nantes, Joseph K, coll. « Temps noir », 2007, 1054 p. (ISBN 978-2-910686-44-4, OCLC 315873251), p. 53-54.
- Claude Mesplède, Les années "Série noire" : bibliographie critique d'une collection policière, vol. 1 : 1959-1966, Amiens, Editions Encrage, coll. « Travaux » (no 17), 1993 (ISBN 978-2-906389-43-4).
- Claude Mesplède, Les années "Série noire" : bibliographie critique d'une collection policière, vol. 2 : 1959-1966, Amiens, Editions Encrage, coll. « Travaux » (no 17), 1992, 315 p. (ISBN 978-2-906389-43-4, OCLC 466468261).
- (en) John M. Reilly (Ed.), Twentieth-Century Crime and Mystery Writers, New York, St. Martin's Press, coll. « Twentieth-century writers of the English language », 1982 (réimpr. 1991), 2e éd., 1568 p. (ISBN 978-0-312-82417-4, OCLC 6688156), p. 12-13.